# Grantfork
Grantfork és una població dels Estats Units a l'estat d'Illinois. Segons el cens del 2000 tenia 254 habitants.

## Demografia
Segons el cens del 2000, Grantfork tenia 254 habitants, 101 habitatges, i 67 famílies. La densitat de població era de 426,4 habitants/km².
Dels 101 habitatges en un 37,6% hi vivien nens de menys de 18 anys, en un 50,5% hi vivien parelles casades, en un 8,9% dones solteres, i en un 32,7% no eren unitats familiars. En el 29,7% dels habitatges hi vivien persones soles el 8,9% de les quals corresponia a persones de 65 anys o més que vivien soles. El nombre mitjà de persones vivint en cada habitatge era de 2,51 i el nombre mitjà de persones que vivien en cada família era de 3,09.
Per edats, la població es repartia de la següent manera: un 29,1% tenia menys de 18 anys, un 7,1% entre 18 i 24, un 32,3% entre 25 i 44, un 22,4% de 45 a 60 i un 9,1% 65 anys o més.
L'edat mitjana era de 36 anys. Per cada 100 dones de 18 o més anys hi havia 97,8 homes.
La renda mitjana per habitatge era de 42.917 $ i la renda mitjana per família de 48.750 $. Els homes tenien una renda mitjana de 36.563 $, mentre que les dones de 21.458 $. La renda per capita de la població era de 17.415 $. Aproximadament el 3,1% de les famílies i el 4,4% de la població estaven per davall del llindar de pobresa.

## Poblacions properes
El següent diagrama mostra les poblacions més properes.